# The Black Panthers: Vanguard of the Revolution
The Black Panthers: Vanguard of the Revolution es una película documental estadounidense de 2015 dirigida y escrita por Stanley Nelson Jr. La película combina imágenes de archivo y entrevistas con los miembros del Partido Pantera Negra sobrevivientes y agentes del FBI para contar la historia de la revolucionaria organización negra. Es la octava película de Nelson Jr. que se estrenó en el Festival de Sundance. La película se lanzó en el MeetMarket de Sheffield Doc/Fest en 2014 y es la primera de una serie de tres películas documentales sobre la historia afroamericana America Revisited. Será seguido por Tell Them We Are Rising: The Story of Historically Black Colleges and Universities y The Slave Trade: Creating a New World. 

## Producción
La película tardó siete años en completarse. Nelson entrevistó a más de cincuenta personas para la película, con una treintena de personas que llegaron al corte final. Nunca se accedió a las escuchas telefónicas de los Panteras Negras a través de la Ley de Libertad de Información, a pesar de los repetidos intentos en nombre del productor. Gran parte de las imágenes de archivo utilizadas en la película nunca se han emitido públicamente, con mucho tiempo y esfuerzo para localizar y digitalizar recursos oscuros.
La película se estrenó el 23 de enero de 2015 en el Festival de Cine de Sundance de 2015 antes de recibir un estreno teatral limitado en Norteamérica el 2 de septiembre de 2015.

## Recepción de la crítica
La película recibió la aclamación de la crítica. En Rotten Tomatoes, tiene una calificación del 92% basada en 36 comentarios, con una calificación promedio de 7.6 / 10. El consenso del sitio dice: "The Black Panthers: Vanguard Of The Revolution ofrece una introducción fascinante, aunque un tanto rudimentaria, a un movimiento, y una era, que sigue siendo muy relevante hoy en día". Metacritic reporta una calificación de 80 sobre 100 basada en 17 críticos, indicando "revisiones generalmente favorables". The Hollywood Reporter dio a la película una crítica positiva, describiéndola como "una biografía fuerte, aunque solo ocasional, de un movimiento que aterrorizó al establecimiento en su día".
Elaine Brown, exlíder del Partido Pantera Negra, criticó la película y escribió que presenta "un retrato despectivo de Huey P. Newton" y que Nelson "[eliminó] de su película la base ideológica y las estrategias políticas del Partido, [... ] reduciendo nuestras actividades a compromisos sensacionalistas, arrebatados de los titulares de los medios de comunicación del establecimiento".